# Bambuterol
Bambuterol (łac. bambuterolum) – wielofunkcyjny organiczny związek chemiczny z grupy katecholamin, lek stosowany w leczeniu astmy oskrzelowej, prolek hydrolizowany w osoczu krwi do aktywnego leku terbutaliny, o długim czasie działania, działający selektywnie na receptory adrenergiczne β2.

## Mechanizm działania
Bambuterol jest dwumetylokarbaminianem terbutaliny i jest pozbawiony aktywności sympatykomimetycznej. Bambuterol jest prolekiem, który w osoczu krwi jest hydrolizowany przez butyrylocholinoesterazę oraz cytochrom P450 do terbutaliny. Terbutalina jest selektywnym β-mimetykiem działającym na receptory β2. Doustne podanie bambuterolu wydłuża czas działania terbutaliny do 24 godzin.

## Zastosowanie
- astma oskrzelowa[2]
- skurcz oskrzeli[2]
- odwracalna obturacja oskrzeli[2]

W Polsce nie jest dopuszczony żaden preparat zawierający bambuterol (stan na 1 stycznia 2017 roku).

## Działania niepożądane
Bambuterol może powodować następujące działania niepożądane, występujące ≥1/1000 (bardzo często, często i niezbyt często):
- nuda
- zaburzenia snu
- ból głowy
- drżenie polekowe
- palpitacje
- tachykardia
- zaburzenia rytmu serca
- kurcze